# Carnots sætning
 Ikke at forveksle med Carnots princip.
Carnots sætning er en sætning indenfor geometrien.
Sætningen omhandler en polygon ABCD...G og dens siders og siders forlængelsers skæringspunkter med en algebraisk kurve. Den udsiger, at produktet af afstandene fra A til skæringspunkterne på AB og dens forlængelser, afstandene fra B til 
skæringspunkterne på BC og dens forlængelser osv. er = produktet af afstandene fra A til skæringspunkterne på AG og dens 
forlængelser, afstandene fra B til skæringspunkterne på BA og dens forlængelser osv. Denne sætning, i hvilken afstandene kan regnes med fortegn, idet der på hver polygonside vælges en positiv retning, spiller en betydelig rolle især i antalgeometrien. Den er opstillet af Lazare Nicolas Marguerite Carnot i hans Géométrie de position.